# Rankki (île)
Rankki est une île du golfe de Finlande  à environ 10 km de Kotkansaari à  Kotka en Finlande.
L'île était auparavant utilisée comme poste de garde par les forces armées finlandaises.

## Géographie
Kotkansaari est séparé de l'île Hovinsaari par le détroit de Kivisalmi, qui mesure environ 15 mètres de large à son point le plus étroit. 
Le point culminant de l'île est situé dans la zone de la tour d'observation de Haukkavuori. 
La baie Sapokalhti est très étroite.
La plage s'étend principalement dans le quartier Katariina dans la partie sud de l'île.

## Station météorologique
La station météo qui était gérée par les Forces de défense à Rankki, fournit des rapports météorologiques maritimes à l'institut météorologique finlandais.
Elle est entièrement automatique.

## Tourisme

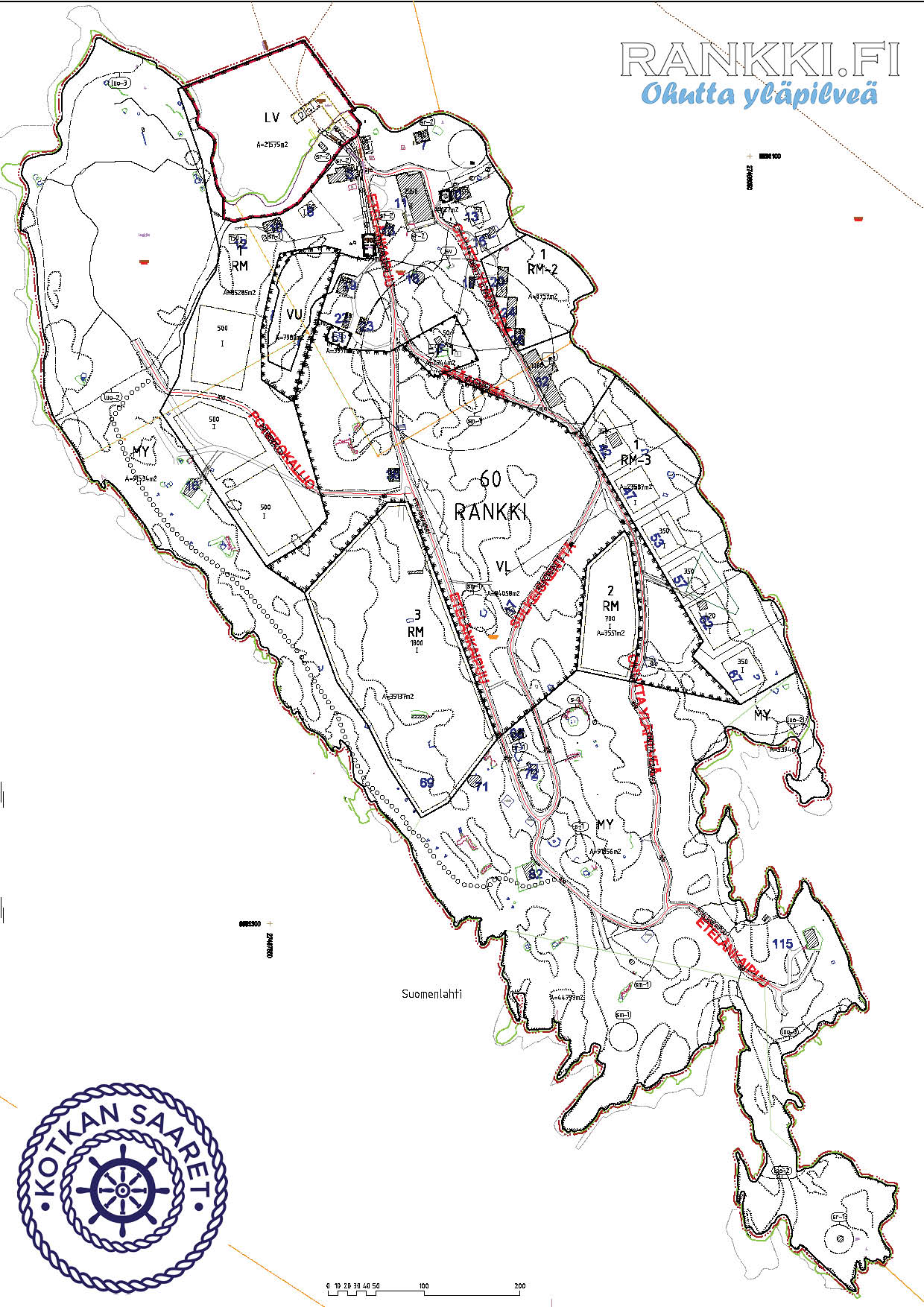
Carte de Rankki.

Depuis début 2015, Rankki est géré par l'entreprise de services touristiques de Kotkan Saaret Oy. Il y a un port de plaisance à Rankki et un bateau relie  Sapokka et Rankki pendant la saison estivale.
Pendant la saison estivale, Rankki ouvre un restaurant et une petite boutique dans le bâtiment de l'ancienne maison militaire. 
Les casernes, achevées dans les années 1960, proposent des dortoirs, et dans les maisons mitoyennes de l'état-major, achevées dans les années 1960 et 1970, se trouvent des chambres doubles et des chambres triples. 
Rankki dispose d'un sauna collectif qui peut être chauffé sur demande.

## Transports
L'île est desservie par les traversiers M/S Otava (fi) et M/S Tekla I (fi).